# Joachim Winkelhock
Joachim Winkelhock est un ancien pilote automobile allemand né le 24 octobre 1960 à Waiblingen en Allemagne.

## Biographie
Frère cadet du pilote de Formule 1 Manfred Winkelhock, Joachim Winkelhock a lui aussi mené une carrière de pilote de haut niveau, malgré la mort tragique de son frère à l'été 1985. Vainqueur du championnat d'Allemagne de Formule 3 en 1988, il se lance l'année suivante en Formule 1, au sein de la petite structure française AGS. Une expérience difficile pour Joachim, qui ne parviendra pas une seule fois à se qualifier, avant de perdre son volant à la mi-saison.

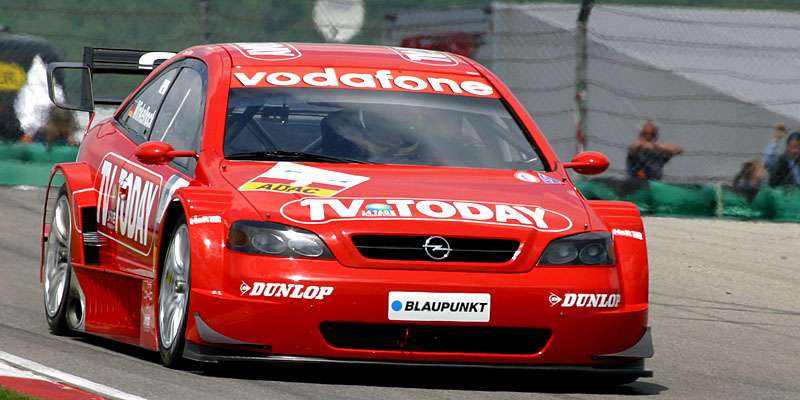
Joachim Winkelhock en 2002 sur son Opel de DTM.

Son avenir en monoplace étant bouché, Joachim décide alors de se reconvertir dans les courses de berline. Avec son physique atypique (Joachim est une sorte de sosie d'Averell Dalton) et sa cigarette éternellement vissée au coin de la bouche (ce qui lui vaudra le surnom de Smokin' Joe), Joachim sera ainsi tout au long des années 1990 l'un des pilotes majeurs des championnats de tourisme britannique (le BTCC) ou allemand (le DTM et le STW) et le pilote fétiche de la marque BMW. C'est donc logiquement que BMW fait appel à ses services lorsque la marque bavaroise se lance aux 24 Heures du Mans, ce qui permet à Joachim d'ajouter la classique mancelle à son palmarès en 1999. Joachim Winkelhock a pris sa retraite sportive à l'issue de la saison 2003 du DTM.
À noter que son neveu Markus Winkelhock (le fils de Manfred) poursuit lui aussi une carrière en sport automobile. En 2007, il est l'un des pilotes essayeurs de l'écurie Spyker F1.

## Palmarès
- Champion d'Allemagne de Formule 3 en 1988
- Vainqueur du BTCC en 1993
- Vainqueur du STW en 1995
- Vainqueur des 24 Heures du Mans 1999

## Résultats en championnat du monde de Formule 1
| Saison | Écurie     | Châssis | Moteur           | Pneus    | GP disputés | Points | Classement |
| ------ | ---------- | ------- | ---------------- | -------- | ----------- | ------ | ---------- |
| 1989   | AGS Racing | JH23B   | Ford-Cosworth V8 | Goodyear | 0 (7 Npq.)  | 0      | Nc.        |

## Résultats aux 24 Heures du Mans
| Année | Voiture     | Équipe         | Équipiers                          | Résultat  |
| ----- | ----------- | -------------- | ---------------------------------- | --------- |
| 1998  | BMW V12 LM  | BMW Motorsport | Johnny Cecotto / Pierluigi Martini | Abandon   |
| 1999  | BMW V12 LMR | BMW Motorsport | Yannick Dalmas / Pierluigi Martini | Vainqueur |